# Софокліс Венізелос
Софокліс Венізелос (грец. Σοφοκλής Βενιζέλος; 3 листопада 1894 — 7 лютого 1964) — грецький політик, тричі прем'єр-міністр Греції.

## Життєпис
Народився в місті Ханья на Криті. Був другим сином Елефтеріоса Венізелоса.
Під час Першої світової війни служив у грецькій армії, отримавши звання капітана артилерії.
Після звільнення з армії 1920 року був обраний до Парламенту від партії свого батька.
1941 року, після окупації Греції нацистською Німеччиною, став послом у США, представляючи грецький уряд в екзилі, що базувався в Каїрі. Згодом став міністром в кабінеті Цудероса, а ще пізніше — прем'єр-міністром.
Після завершення війни повернувся до Греції, де став віце-президентом Ліберальної партії (головою партії був Фемістокліс Сифуліс), а також міністром у першому повоєнному кабінеті Георгіоса Папандреу.
1948 року став лідером партії, мав портфелі в кількох нетривалих кабінетах під проводом Папандреу та Пластіраса. Також двічі очолював ліберальні уряди.
1954 року його тривала дружба з Папандреу була зруйнована, і він сформував коаліцію, що отримала назву Ліберального демократичного союзу. 1958 року відносини було відновлено, а 1961 Венізелос став одним із засновників (разом із Папандреу) партії Центральний союз.
Помер на пасажирському судні «Hellas» на шляху до Пірея з Ханьї. Його могила розташована поряд із батьковою на острові Крит.